# 无影塔 (传说)
《无影塔》是朝鲜半岛统一新罗时期的一个民间传说，与中国的《孟姜女哭长城》相类似，暴露了君王为了累積功德，大量强征伕役给人们带来的痛苦。释迦塔是为“慈悲为怀”的释迦牟尼所修，因此该故事更具讽刺性。:117-118

## 故事梗概
统一新罗时期，新罗统治者非常崇尚佛教，不惜花费大量人力、物力在佛国寺修建释迦塔。被证为劳役的人们多年都不能回家。有位劳役石匠的妻子来到工地看望丈夫。但寺里的和尚却认为修塔是积“功德”，女人靠近不吉利，不准她与丈夫相见。女子只好徘徊在外。塔旁边有个水池，水面上倒影着塔影。塔越修越高，女子对丈夫的思念也越来越深。悲愤难抑的女子最后纵身跳入水池,，水中的塔影随之也消失了。释迦塔因此也被称为“无影塔”。:117-118